# Du har to køer
"Du har to køer" er indledningen til en politisk/økonomisk vittighed. Vittigheden beskriver satirisk, hvorledes et politisk system vil behandle to køer for derigennem at illustrere systemet.
Canadieren Bill Sherk skriver, at metaforer om køers behandling under forskellige økonomiske og politiske systemer har cirkuleret i USA siden 1936 under titlen "Ismernes parabel". En leder i The Chicago Daily Tribune i 1938 anvendte en tilsvarende liste med socialisme, kommunisme, fascisme og New Deal i en artikel om økonomien i Chicago.

## Eksempler
En artikel i The Modern Language Journal i 1944 oplister følgende klassiske udsagn (i dansk oversættelse):
- Socialisme: Du har to køer. Regeringen tager den ene og giver den til din nabo.
- Kommunisme: Du har to køer. Regeringen tager dem begge, og regeringen giver dig bagefter mælken.
- Fascisme: Du har to køer. Regeringen tager dem begge, og regeringen sælger dig herefter noget af mælken.
- Nazisme: Du har to køer. Regeringen tager dem begge og skyder dig.
- New Dealisme: Du har to køer. Regeringen tager dem begge, skyder den ene, køber mælken fra den anden ko og hælder mælken ud.
- Kapitalisme: Du har to køer. Du sælger den ene og køber en tyr.[9]

Ud over politisk satire, er "Du har to køer" også brugt til at illustrere kulturforskelle. Forfatterne Richard M. Steers og Luciara Nardon har i deres bog om global økonomi anvendt "to køer"-metaforen:
- Russisk virksomhed: Du har to køer. Du drikker lidt mere vodka og tæller dem igen. Du har nu fire køer. Den russiske mafia kommer og tager de køer du har.
- Californisk virksomhed: Du har en million køer. De fleste er illegale immigranter.
- Italiensk virksomhed: Du har to køer. Du ved ikke hvor de er. Du går til frokost.